# Vincenzo Agnetti
Vincenzo Agnetti (né le 14 septembre 1926 à Milan et mort dans la même ville le 2 septembre 1981) est un artiste conceptuel, photographe, écrivain et théoricien de l'art italien.
Avec Gino De Dominicis ou Piero Manzoni, il est l'un des principaux représentants italien de l'art conceptuel en Italie.

## Biographie

### Formation
- Académie des beaux-arts de Brera